# Jorge Burgues
Jorge Burgues nacido como Giorgio Borghese Posansa (Rapallo de la República de Génova, 1691-Montevideo del Río de La Plata, 1766) fue un hacendado y funcionario de gobierno colonial rioplatense, de origen genovés, quien fuera el primer poblador civil, rural y permanente de la posterior ciudad de San Felipe y Santiago de Montevideo y, luego de haber sido fundada, sería nombrado como su primer regidor para que con otros funcionarios votasen al nuevo alcalde ordinario, el cual recién asumiría el 29 de diciembre de 1729. En 1741 fue elegido para el puesto de alcalde ordinario de segundo voto del Cabildo montevideano. 

## Biografía hasta el cruce a la Banda Oriental

### Origen familiar, nacimiento y migración al Río de la Plata
Giorgio Borghese había nacido en la ciudad de Rapallo de la entonces República de Génova, en el año 1691, siendo hijo de Filipo Borghese (n. Sarzana de Génova, ca. 1663) y de Ana Posansa (n. ca. 1670).
Se cree que los orígenes de su familia hayan sido de los Burgues establecidos en la isla de Mallorca desde el siglo XIII, que era oriunda de Cataluña, y que se extinguiría en la Corona de Aragón hacia principios del siglo XVII.
Cuando Borghese emigrara a la Sudamérica española, se establecería a principios del siglo XVIII en Buenos Aires, capital de la gobernación del Río de la Plata que formaba parte del gran Virreinato del Perú, castellanizando su nombre y apellido como «Jorge Burgues».

### Recuperación portuguesa de Colonia del Sacramento
Contemporáneamente a la llegada de Burgues a Sudamérica, acontecía la ocupación española del enclave portugués de Colonia del Sacramento, ubicada a orillas del Río de la Plata y frente a la ciudad de Buenos Aires, que duraría hasta 1715.
El enclave portugués había sido erigido el 28 de enero de 1680 y fue conquistado por fuerzas hispanas el 7 de agosto de ese año, pero tuvo que ser devuelto el 12 de febrero de 1683, aunque las fuerzas españolas lo ocuparan nuevamente en marzo de 1705, luego de un sitio de cinco meses que habría financiado el navarro-español Juan de Lacoizqueta, comandando el tercio de santafesinos, y de esta forma lograra ocuparla y cederla al gobernador de Buenos Aires.
En aquella fecha debió devolverla al Reino de Portugal según resolución definitiva del Tratado de Utretch que había comenzado en 1713 pero que no incluía a la Banda Oriental.

### Desalojo lusitano de la bahía de Montevideo
Debido al riesgo de que los portugueses consolidaran y se expadiesen por la orilla oriental del Plata, el gobierno de Buenos Aires comenzó a organizar un grupo de voluntarios el 10 de octubre de 1723, confirmado por real cédula del 20 de diciembre, para poblar la bahía de Montevideo y la zona de Maldonado, siendo la primera orden real del 25 de octubre de 1718.
Burgues fue quien se había anotado como tal con el nombre de «Roque Burgues» en las listas de personas dispuestas a avecindarse en el primer paraje, a finales de noviembre del mismo año, junto a su concuñado José González de Melo —un joven ilustrado porteño, hijo de Diego González (n. Santa Fe, ca. 1661) y de Francisca de Melo (n. Buenos Aires, ca. 1671), que se casó con Francisca Carrasco— y sus familias respectivas.
El 22 de noviembre del mismo año, el maestre de campo portugués Manuel de Freytas Fonseca fundó el Forte de Monteviéu, adelantándose al gobierno bonaerense y apoyándose en el tratado antes citado aunque solo abarcara al pueblo de Colonia y no a la Banda Oriental, por lo cual, el 22 de enero del año siguiente, los españoles de Buenos Aires desplazaron a los portugueses del asentamiento, dejando una guarnición en el lugar.

## Primer poblador civil montevideano
Una vez capturada la bahía y el fuerte en 1724, Jorge Burgues cruzó a la Banda Oriental con una embarcación que consiguió por $15 o bien 120 reales de plata, llevándose consigo a dos peones, dos carretas, instrumentos de labranza y herramientas, a la altura del puerto Las Vacas en donde desemboca el arroyo homónimo, ya que le habían encomendado fundar una población en ese lugar y hacerle frente a los portugueses, aunque no lo lograra y de esta manera, al fracasar Jorge Burgues en su intento poblador en el arroyo de Las Vacas, se terminó estableciendo a principios del mes de noviembre de 1724 en la zona de la bahía de Montevideo.
En dicha bahía construyó él mismo una casa de piedra firmemente edificada, con techo de tejas y una estancia donde mantendría el ganado vacuno y caballar, además de poseer una huerta en donde habría plantado una arboleda. En 1725 su concuñado Juan Antonio de Artigas y Ordobas quien fuera un capitán de caballería hispano-aragonés y primer poblador militar montevideano permanente, llevaría consigo a sus suegros y a los primeros habitantes de la proyectada ciudad.
Pero finalmente, transcurridos dos años, el primer poblador rural del antedicho puerto Las Vacas fue Alonso Álvarez, de 31 años de edad y oriundo de Córdoba de la Nueva Andalucía, por establecerse en el lugar desde el 5 de enero de 1727 (y poco menos de un siglo después el sobrino nieto de la esposa de Burgues, el general José Gervasio de Artigas, lograría fundar en dicho puerto al actual pueblo de Carmelo, el 12 de febrero de 1816).

### Funcionario de la nueva ciudad

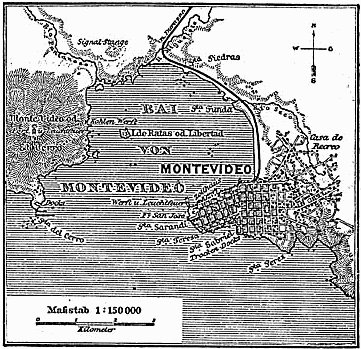
La ciudad de Montevideo en la bahía homónima (del año 1888).

El 20 de diciembre de 1726 sería fundada la ciudad de San Felipe y Santiago de Montevideo, por el español Bruno Mauricio de Zabala. De esta forma, Burgues recibió un cargo burocrático como regidor y depositario general de la ciudad neofundada, al igual que José de Melo que fue nombrado procurador general.
Como al principio no había ayuntamiento, hacía de tal la casa de Burgues, en donde se reunirían para deliberar y tomar decisiones administrativas.

## Alcalde ordinario de segundo voto de la ciudad
Burgues fue elegido alcalde ordinario de segundo voto en enero de 1741, y como tal el 8 de octubre del mismo año presenció la entrega de escritura de venta por parte de Juan Antonio de Artigas y de su esposa Javiera Carrasco a favor de José Rodríguez de Sotomayor, un cabo de escuadra de la compañía de Francisco Gorriti.

### Fallecimiento
El cabildante Jorge Burgues fallecería en el año 1766 en la ciudad de Montevideo, capital del entonces gobierno político y militar homónimo de la gobernación del Río de la Plata que como una entidad autónoma formaba parte del gran Virreinato del Perú.

## Matrimonios y descendencia
Jorge Burgues y Posansa se había unido en primeras nupcias el 20 de febrero de 1720 con María Martina de Carrasco y Melo Coutinho (Buenos Aires, noviembre de 1703 - Montevideo, 8 de febrero de 1739). Esta era una hija legítima del capitán andaluz Salvador Carrasco (Málaga, ca. 1655 - Buenos Aires, 17 de junio de 1723) y de la infanzona Leonor de Melo-Coutinho y Ribera (Buenos Aires, 6 de enero de 1666 - ib., 1755), casados en Buenos Aires desde el 3 de mayo de 1681.
Las tres hermanas mayores de María Martina Carrasco, entre otros hermanos, eran la ya nombrada Francisca Javiera Carrasco de Melo-Coutinho (n. ¿?, 4 de julio de 1697) matrimoniada con José González de Melo (Buenos Aires, 1691-Buenos Aires, 1763), María Leonor de Carrasco (Buenos Aires, 22 de junio de 1690 - ib., 13 de junio de 1763) que se casó con Manuel de Escobar, e Ignacia Javiera de Carrasco (n. ib., mayo de 1701 - Montevideo, 14 de enero de 1773) que estaba enlazada con el capitán aragonés Juan Antonio de Artigas y Ordobas (La Puebla de Albortón de Zaragoza, 1 de diciembre de 1693 - Montevideo, 8 de abril de 1775), que fueran los padres de Martín José de Artigas y Carrasco (n. e/ enero y agosto de 1733), además de nueve hijos restantes, y futuros abuelos paternos del general patriota José Gervasio de Artigas.
1) Fruto de este primer enlace entre Jorge Burgues y María Martina Carrasco nacieron siete hijos:
- María Antonia Burgues Carrasco (Buenos Aires, 17 de mayo de 1721-Buenos Aires, 1790) casada en Buenos Aires el 20 de octubre de 1735 con Mateo del Castillo y Pabón, padres de Antonia (n. ca. 1737), Jorge (n. ca. 1740), María Feliciana (n. 1753) y Petrona del Castillo Burgues (n. 1757).
- Basilio Antonio Burgues Carrasco (4 de junio de 1723-1740) asesinado de una puñalada por Francisco Luis Camejo quien terminó huyendo, siendo su padre de nombre homónimo el que fue embargado y enviado a prisión, a pedido de Jorge Burgues.
- Margarita Josefa Burgues Carrasco (n. ib., 3 de septiembre de 1725) se unió en matrimonio en Montevideo el 12 de abril de 1741 con Melchor Colman Notario (Asunción, enero de 1714-Montevideo, 16 de julio de 1761), un hijo de Ignacio Colman (n. ca. 1680) —que se presume descendiente del inglés Nicolás Colman (n. Hampton, 1518) quien fuera integrante de la expedición del adelantado Pedro de Mendoza y que acompañara al capitán Juan de Salazar para fundar la ciudad de Asunción en 1537— y de Bartola Notario. Fruto del enlace entre Margarita Burgues y Melchor Colman nacieron por lo menos nueve hijos: María Josefa (Montevideo, 16 de febrero de 1742 - f. ca. 1819), Bartola (n. ca. 1744), Tomasa (n. ca. 1746), Agustín Santos (n. Montevideo, 3 de noviembre de 1748), Francisco José (n. 1752), Agustina Josefa (n. 1753), José Manuel (n. 1756), León Pascual (n. 1757) y Jacinto Colman Burgues (n. 1760).
- María Martina Burgues Carrasco (ib., 14 de abril de 1727 - ib. 23 de septiembre de 1806) unida en matrimonio en Montevideo el 16 de marzo de 1741, con Francisco Gerardo de Pagola e Irarzábal (Albíztur, 4 de marzo de 1708 - Montevideo, 30 de mayo de 1777); tuvieron 9 hijos: 3 varones y 6 mujeres, una de las cuales era María de la Natividad Pagola y Burgues que se casaría con el teniente coronel Felipe Pascual Pérez Castellano (ib., 17 de mayo de 1745 - ib., 9 de marzo de 1822), varias veces regidor del Cabildo de Montevideo y hermano de fray José Manuel Pérez Castellano, y concibieran a Luis Eduardo Pérez y Pagola, el futuro gobernador rioplatense de la Provincia Oriental que después de la guerra argentino-brasileña pasara a ser el primer gobernador provisorio uruguayo en 1828 y luego fuera asignado como primer presidente interino en 1830.
- Juan José Burgues Carrasco (Montevideo, junio de 1729 - Montevideo, octubre del mismo año) que falleció siendo un bebé de 3 meses.
- Roque Burgues Carrasco (ib., 30 de julio de 1732 - Las Piedras del Río de la Plata, 15 de febrero de 1795), soltero.
- Rosa Agustina Burgues Carrasco (ib., octubre de 1736 - ib., 1737).

2) Al enviudar Burgues, a los seis meses se unió en segundas nupcias el 20 de julio de 1739 con Agustina Pérez Bravo y Febles (¿?, abril de 1725-¿?, 13 de noviembre de 1780) y tendrían tres hijos:
- Felipe Manuel Burgues (Montevideo, 30 de mayo de 1742-¿?, 12 de enero de 1770).
- Pedro Ignacio Burgues (1744-¿?, 1780) se casó en Montevideo el 7 de febrero de 1766 con Margarita Rodríguez Aguirre (Montevideo, 1751-1826); fueron padres de cinco hijos.
- Silvestre Burgues (n. ib., 23 de noviembre de 1746) enlazado en Montevideo el 8 de enero de 1770 con María Álvarez de Carvalho y Marques de Souza (n. Colonia del Sacramento de la Corona de Portugal, 7 de abril de 1750) y con quien concibiera a cinco hijos.

## Homenaje
En la actualidad, una avenida de la ciudad de Montevideo lleva su nombre, la cual recorre la ciudad al norte, y de esta manera, la avenida Burgues atraviesa los barrios Atahualpa, Brazo Oriental, Aires Puros y Cerrito de la Victoria.